# Буксгевден, Пётр Фёдорович
Граф (с 5 апреля 1797 года) Пётр Фёдорович Буксгевден (1792—1863) — российский государственный и военный деятель, сенатор, генерал-лейтенант (1850). Владелец усадьбы Лиговская мыза.

## Биография
Происходил из старинного рода остзейского дворянства, к которому принадлежал основатель Риги — Альберт Буксгевден. Родился 14 (25) июня 1793 года в семье генерал-майора (впоследствии — генерала от инфантерии) Ф. Ф. Буксгевдена (1750—1811).
С 1805 года участвовал в войне с Францией, с 1808 года — в русско-шведской войне.
Участник Отечественной войны 1812 года, поручик Александрийского гусарского полка и Гусарского лейб-гвардии полка, за храбрость награждён орденом Святого Георгия 4-й степени:.
За отличие и храбрость в делах против неприятеля
С 1813 года принимал участие в заграничных походах русской армии, за храбрость был награждён Золотой саблей:
За отличие и храбрость в делах против неприятеля
В 1828 году участвовал в русско-турецкой войне.
С  1831 года  на гражданской службе в Министерство внутренних дел.  С 1833 по 1840 годы Санкт-Петербургский уездный предводитель дворянства, действительный статский советник.
С 1840 года на службе в Корпусе жандармов, произведён в генерал-майоры с назначением генералом для особых поручений при шефе жандармов графе А. Х. Бенкендорфе. С 1842 года начальник IV округа Отдельного корпуса жандармов.
В 1850 году произведён в генерал-лейтенанты, с 1850 по 1860 годы сенатор присутствующий и первоприсутствующий в Третьем департаменте Правительствующего сената, попечитель Петропавловской больницы и член  Попечительского совета заведений общественного призрения в Санкт-Петербурге.
Был награждён всеми российскими орденами вплоть до ордена Святого Александра Невского, пожалованного ему в 1860 году.
Скончался 17 (29) января 1863 года (по другим сведениям 20 января). Похоронен в церкви Адриана и Натальи, построенной графиней Натальей Буксгевден на берегу Дудергофки.

## Семья
Был дважды женат.
Первый брак  -  (с 2 октября 1814 года) с  баронессой Анной-Аркадией Петровной Черкасовой (? — 1821, Париж). Дети:
- Наталья (01.04.1816[8] — 24.04.1883) - с мужем Евгением Вонлярлярским (1812-1880) владели усадьбой в Новолисино с 1840 года.
- Вера (20.07.1817[9]—?)
- Павел (20.07.1818 — 1855).

Второй брак - (с 2 мая 1823 года) с княжной Агриппиной (Аграфеной) Борисовной Черкасской (1801, Санкт-Петербург — 1861). Дети:
- Сергей (12.09.1827—05.07.1899),
- Софья (24.12.1830 — 1905)
- Александра (02.05.1832 — 1917)
- Владимир (06.02.1834[11] — 17.10.1908)
- Александр (5.01.1838 года - ?)[12]
- Николай (5.01.1838 года - ?)[12],

.